# Evren (Ankara)
Evren ist eine Stadt und ein Landkreis in der türkischen Provinz Ankara. Bis 1982 hieß die Stadt Çıkınağıl.

## Bevölkerung
Evren ist hinsichtlich der Einwohnerzahl die kleinste Stadt/der kleinste Landkreis der 1984 errichteten Großstadtgemeinde Ankara (Ankara Büyükşehir Belediyesi). Sie bestand bis Ende 2012 aus der Kreisstadt Evren selbst (Ende 2012: 1885 Einw.) sowie neun Dörfern (Köy) mit durchschnittlich 125 Einwohnern. Diese neun Dörfer (Ende 2012: 1126 Einw.) wurden im Zuge der Verwaltungsreform von 2013 in Mahalles überführt und vergrößerten die Anhzahl der bereits vier vorhandenen Mahalles (Esentepe, Modern, Şerafettin Yılmaz und Yeni) von Evren  von 4 auf 13.

## Geographie
Evren liegt am Hirfanlı Barajı (Hirfanlı-Stausee) und ist 178 km von Ankara entfernt. Der Kreis grenzt im Norden und im Westen an den Landkreis Şereflikoçhisar, im Osten an den Hirfanlı Barajı und im Süden an die Provinz Aksaray.

## Wirtschaft
Der größte Teil der Bevölkerung ist in der Landwirtschaft tätig.

## Geschichte
Der alte Name des Landkreises war Çıkınağıl, er wurde erst 1982 nach dem damals amtierenden Präsidenten Kenan Evren zu Evren umbenannt. Çıkınağıl gehörte zu Şereflikoçhisar und wurde 1963 zu einer Gemeinde (Belediye) erhoben. 1957 lag Çıkınağıl an anderer Stelle. Nach dem Bau des Hirfanlı-Stausees versank die Stadt im Stausee und musste deswegen verlagert werden. 1990 trennte sich Evren von Şereflikoçhisar und wurde mit neun Dörfern selbst zu einem Landkreis/Stadtbezirk.